# Neogonyleptes chilensis
Neogonyleptes chilensis is een hooiwagen uit de familie Gonyleptidae.